# Альберто Маркетті
Альберто Маркетті (італ. Alberto Marchetti (1954), нар. 16 грудня 1954, Монтеваркі) — італійський футболіст, що грав на позиції півзахисника за «Кальярі» та низку інших італійських клубних команд. 
По завершенні ігрової кар'єри — тренер.

## Клубна кар'єра
Народився 16 грудня 1954 року в Монтеваркі. Вихованець футбольної школи «Ювентуса». У дорослому футболі дебютував 1973 року виступами на правах оренди за «Ареццо», в якому протягом сезону взяв участь у 17 матчах чемпіонату. 
1994 року повернувся до «Ювентуса» і був заявлений за його головну команду, проте по ходу чемпіонського для неї сезону 1974/75 в іграх італійської першості на поле не виходив. Протягом сезону 1975/76 знову грав в оренді, цього разу за «Новару», після чого знову повернувся до «Ювентуса», провівши у його складі в сезоні 1976/77 шість ігор чемпіонату і ставши чемпіона Італії.
1977 року перейшов до «Кальярі», був основним гравцем головної команди Сардинії протягом наступних шести сезонів, після чого у 1983—1984 роках захищав кольори «Удінезе».
1984 року уклав контракт з «Асколі», у складі якого провів наступні три роки ігрової кар'єри і додав до переліку своїх трофеїв титул володаря Кубка Мітропи.
Протягом 1987—1990 років знову захищав кольори «Новара», а завершив ігрову кар'єру у нижчоліговій «Корбетті», за яку виступав у 1990—1991 роках.

## Кар'єра тренера
Розпочав тренерську кар'єру невдовзі по завершенні кар'єри гравця, 1992 року, очоливши тренерський штаб команди «Ювентус Домо».
У подальшому тренував «Монтеваркі», «Корбетту», «Новару», «Бриндізі» та «Боргоманеро», головним тренером якої Альберто Маркетті був з 2008 по 2009 рік.

## Титули і досягнення
- Чемпіон Італії (2):

«Ювентус»: 1974-1975, 1976-1977
- Володар Кубка УЄФА (1):

«Ювентус»: 1976-1977
- Володар Кубка Мітропи (1):

«Асколі»: 1986-1987